# Stanisław Milski
Stanisław Jan Milski, właśc. Stanisław Jan Hołyst (ur. 8 lutego 1897 w Czchowie, zm. 4 września 1972 w Warszawie) – polski aktor teatralny, filmowy i telewizyjny, reżyser teatralny.

## Życiorys
Urodził się w chłopskiej rodzinie Jana Hołysta i Katarzyny z Rychterów. Ukończył szkołę baletową w Poznaniu. Po kontuzji uniemożliwiającej mu uprawianie zawodu tancerza, której nabawił się podczas wypadku, zainteresował się scenografią i kostiumologią teatralną.
Od 1916 występował na scenach teatrów Wilna, Katowic, Poznania, Lwowa, Krakowa, Łodzi i Torunia. W latach 30. XX w. parał się również reżyserią. Od 1937 współpracował z warszawską rozgłośnią Polskiego Radia w roli spikera i lektora.
W latach 1939–1941 występował na deskach Teatru Polskiego w Wilnie. Podczas II wojny światowej pracował również w zawodzie woźnicy na Wileńszczyźnie.
W sezonie 1944/45 reżyserował w Polskim Teatrze Dramatycznym w Wilnie. W 1945 razem z całym zespołem teatru wileńskiego przeniósł się do Torunia, gdzie był aktorem i reżyserem Teatru Ziemi Pomorskiej.
W sezonie 1945/1946 występował w Teatrze im. Stefana Jaracza w Olsztynie, będąc jednocześnie kierownikiem artystycznym tego teatru. W sezonie 1946/1947 grał i reżyserował w Teatrze im. Aleksandra Węgierki w Białymstoku, w 1948 w Teatrze Klasycznym w Warszawie, a w latach 1948–1952 ponownie w Teatrze im. Stefana Jaracza w Olsztynie.
W sezonie 1955-56 reżyserował w Teatrze Ziemi Lubuskiej w Zielonej Górze, a w latach 1955–1964 także w Teatrze Wybrzeże w Gdańsku. Od 1964 reżyserował w Teatrze im. Juliusza Osterwy w Lublinie. W 1966 obchodził jubileusz pięćdziesięciolecia pracy artystycznej i przeszedł na emeryturę.
Pod koniec życia nie występował już na scenie, stał się natomiast popularnym aktorem filmowym. Grając głównie w rolach drugoplanowych, dzięki posiadanemu talentowi, tworzył prawdziwe kreacje i stąd często nazywano go „mistrzem epizodu”.
Został pochowany na cmentarzu w Warszawie-Radości.

## Filmografia (wybór)
- Gromada (1951) – Jaglik, sekretarz „Samopomocy”
- Celuloza (1953) – Tomasz, ojciec Szczęsnego, oraz majster Czerwiaczek (2 role)
- Pod gwiazdą frygijską (1954) – Tomasz, ojciec Szczęsnego
- Pokolenie (1954) – dozorca Krone, ojciec Jasia
- Godziny nadziei (1955) – Nagel, pułkownik SS
- Podhale w ogniu (1955) – Radocki, bakałarz wiejski
- Nikodem Dyzma (1956) – Owsik, właściciel dancingu „Gigolo”
- Tajemnica dzikiego szybu (1956) – Zajączkowski, dyrektor szkoły
- Ewa chce spać (1957) – Fafuła, woźny w Technikum Geodezyjnym
- Pętla (1957) – Rybicki, deliryk na komisariacie
- Baza ludzi umarłych (1958) – dyrektor
- Krzyż Walecznych (1958) – chłop Bartłomiej Kowal
- Miasteczko (1958) – Zygmunt Sobczak
- Orzeł (1958) – Hozer, zastępca komendanta portu w Tallinnie
- Pigułki dla Aurelii (1958) – Jarema
- Popiół i diament (1958) – redaktor Pieniążek
- Zadzwońcie do mojej żony (1958) – Pietrzykowski, właściciel gospody
- Biały niedźwiedź (1959) – profesor
- Historia współczesna (1960) – listonosz
- Krzyżacy (1960) – ksiądz-znachor opatrujący Maćka
- Szatan z siódmej klasy (1960) – profesor Karol Gąsowski, nauczyciel Adama Cisowskiego
- Dziś w nocy umrze miasto (1961) – cyrkowiec Vittorio
- O dwóch takich, co ukradli księżyc (1962) – szewc w Zapiecku
- Gdzie jest generał... (1963) – generał Ernest von Falkenberg
- Mansarda (1963) – hrabia Świętokrzyski
- Zacne grzechy (1963) – przeor oo. karmelitów
- Panienka z okienka (1964) – Mikołaj Struś
- Echo (1964) – stary wędkarz na sopockim molo
- Faraon (1965) – arcykapłan Mefres
- Profesor Zazul (1965) – profesor Zazul
- Bicz Boży (1966) – kościelny Antoni
- Niewiarygodne przygody Marka Piegusa (serial telewizyjny) (1966) – dyrektor szkoły
- Pieczone gołąbki (1966) – lokator bez zębów
- Stawka większa niż życie (serial telewizyjny) (1967) – Miller (odc. 17. Spotkanie)
- Hrabina Cosel (1968) – hrabia Egon Furstenberg, marszałek dworu
- Hrabina Cosel (serial) (1968) – hrabia Egon Furstenberg, marszałek dworu
- Kierunek Berlin (1968) – szeregowy Stanisław Fronczak
- Samotność we dwoje (1968) – Zając
- Czerwone i złote (1969) – kościelny Zapieralski
- Do przerwy 0:1 (serial telewizyjny) (1969) – dziadek "Rudego Milka" (odc. 4. Ucieczka i odc. 7. Pożegnanie z wakacjami)
- Gniewko, syn rybaka (serial telewizyjny) (1969–1970) – sieciarz (odc. 1. Zdrada)
- Jak rozpętałem drugą wojnę światową (1969) – niemiecki generał (cz. 1. Ucieczka)
- Epilog norymberski (1970) – mecenas Seidl, obrońca Franka
- Lokis. Rękopis profesora Wittembacha (1970) – wiedźma
- Pierścień księżnej Anny (1970) – Krzyżak
- Nie lubię poniedziałku (1971) – prezes zespołu góralskiego
- Samochodzik i templariusze (serial telewizyjny) (1971) – kościelny (odc. 4. Podziemny labirynt)
- Chłopi (serial telewizyjny) (1972) – Bylica, ojciec Hanki
- Gruby (serial telewizyjny) (1972) – pan Józef, woźny w szkole
- Zwycięstwo (1974) – szeregowy Stanisław Fronczak

## Ordery i odznaczenia
- Krzyż Kawalerski Orderu Odrodzenia Polski (1966)

## Nagrody i wyróżnienia
- Wyróżnienie na I Festiwalu Sztuk Rosyjskich i Radzieckich za reżyserię Kamiennego gościa i Oświadczyn z programu Trzej geniusze (1949)
- Wyróżnienie na Festiwalu Polskich Sztuk Współczesnych za rolę w Trzeba było iskry Leona Pasternaka w Teatrze im. Stefana Jaracza w Olsztynie (1951)
- Nagroda Państwowa II stopnia za role Tomasza, ojca Szczęsnego i majstra Czerwiaczka w filmach: Celuloza i Pod gwiazdą frygijską (1955)[2]